# Melkbank
Een melkbank (lactarium) is een instelling die melk inzamelt en distribueert.
In Nederland bestaan naast het moedermelknetwerk ook melkbanken die de handel van koemelk en koemelkvetten coördineren. 
In andere landen bestaan ook melkbanken voor moedermelk. 